# 卡梅爾河

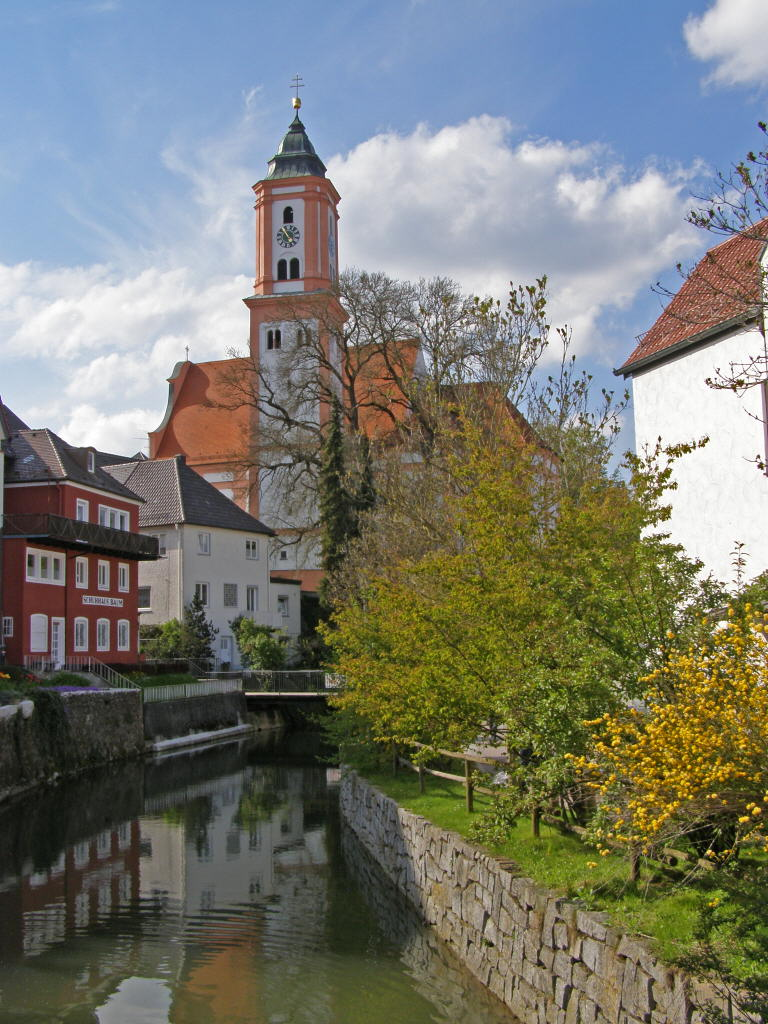
卡梅爾河

卡梅爾河是德國的河流，位於該國南部巴伐利亞州，河道全長57公里，流域面積262平方公里，發源自明德爾海姆以西，河口處在奧芬根附近。

## 外部連結
- map of the region passed by the Kammel（页面存档备份，存于）